# Трёбиц
Трёбиц (нем. Tröbitz) — община в Германии, в земле Бранденбург.
Входит в состав района Эльба-Эльстер. Подчиняется управлению Эльстерланд. Население составляет 771 человек (на 31 декабря 2010 года). Занимает площадь 10,56 км².
| Год  | Население |
| ---- | --------- |
| 2005 | 837       |
| 2010 | 777       |

## Галерея

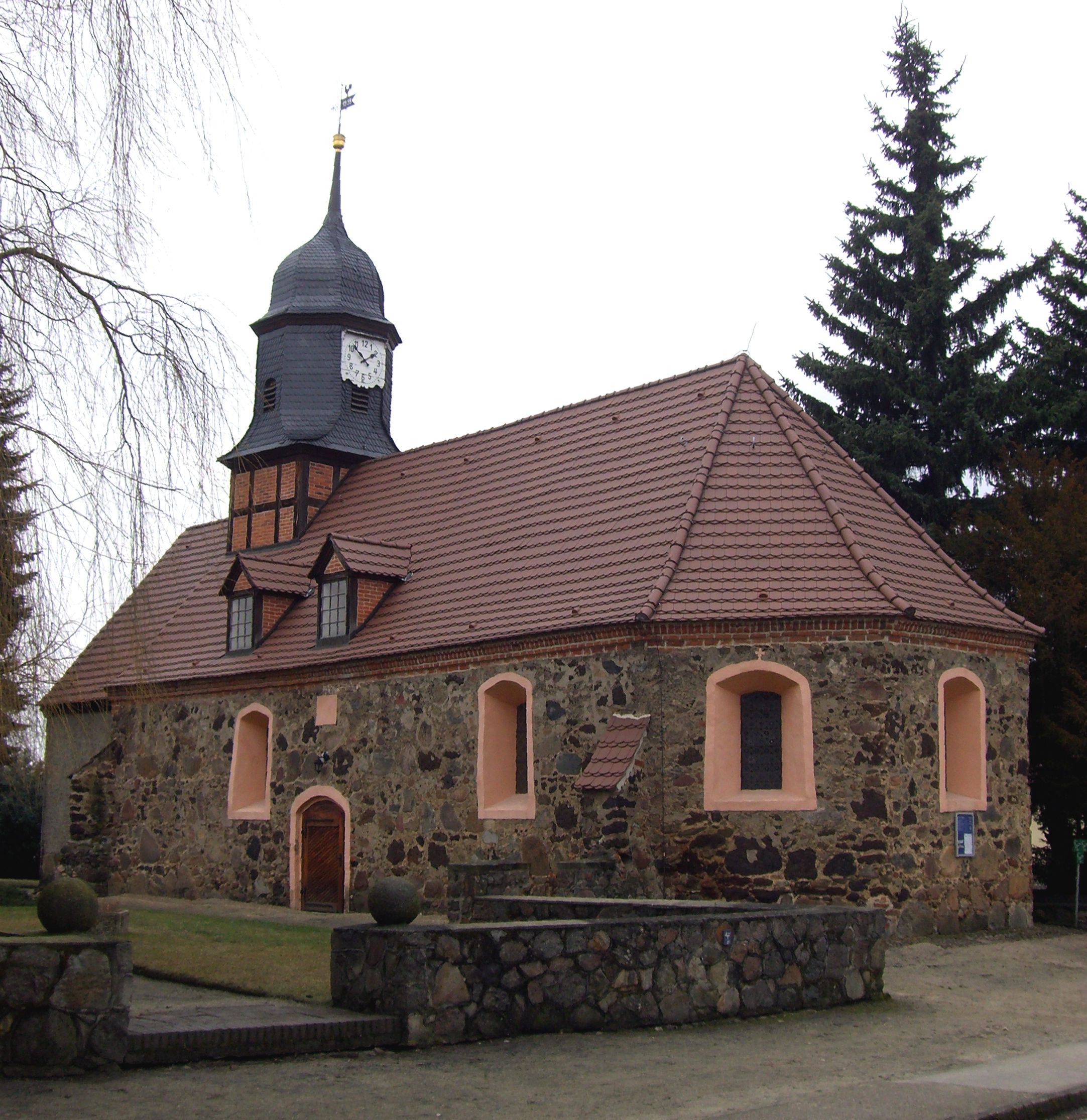
Evangelische Kirche (2009)
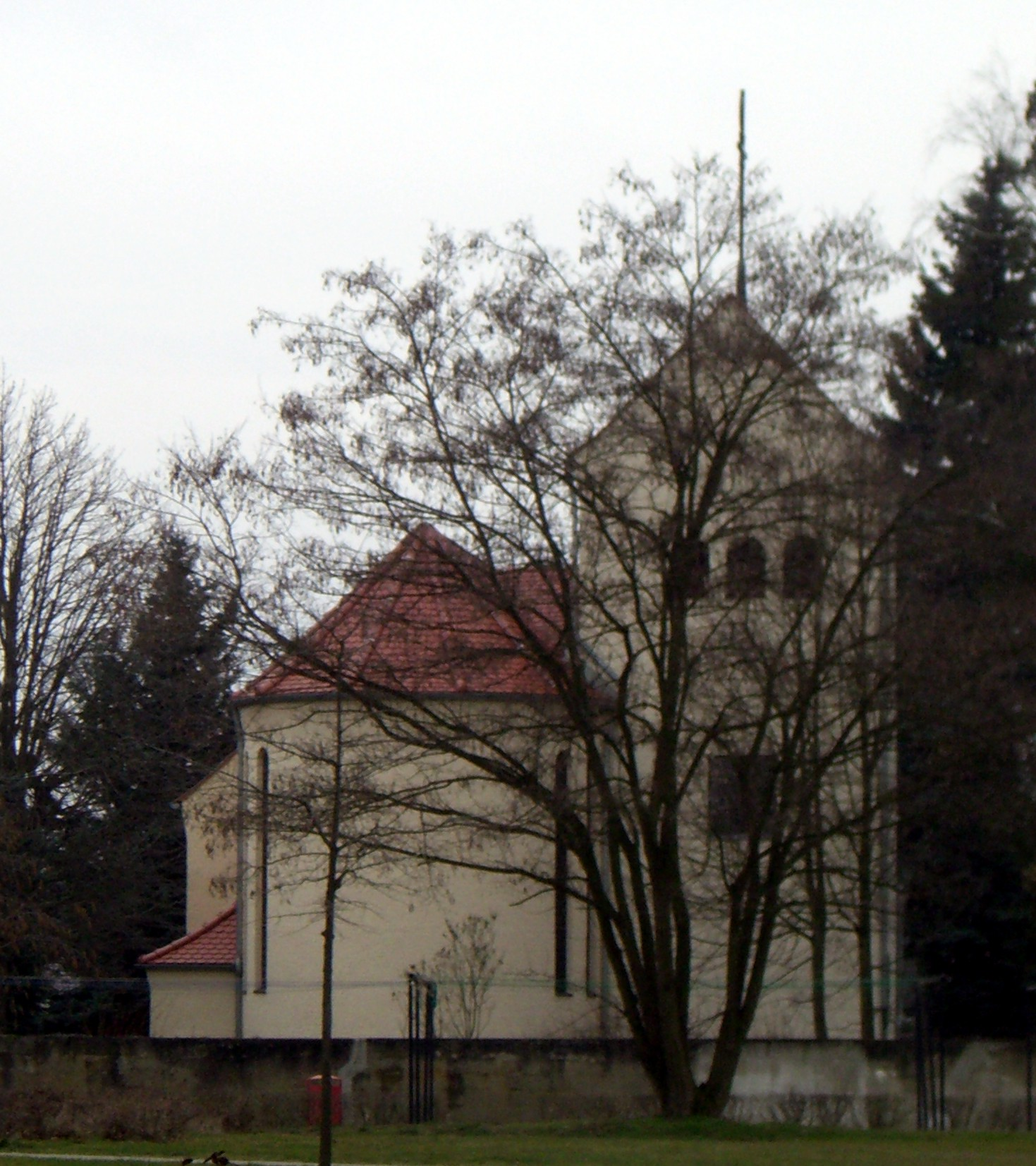
Katholische Kirche
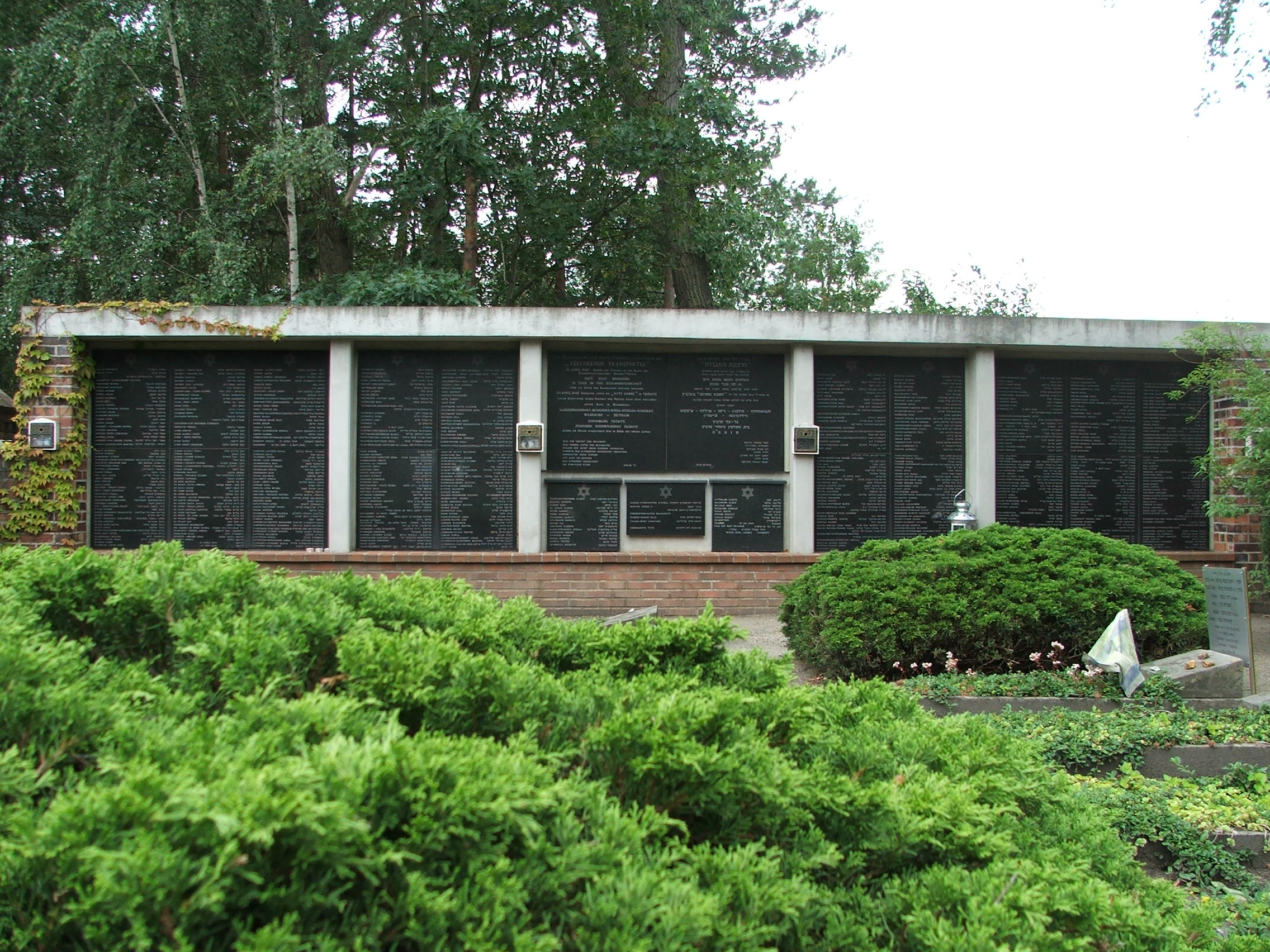
Namenstafel auf dem jüdischen Friedhof
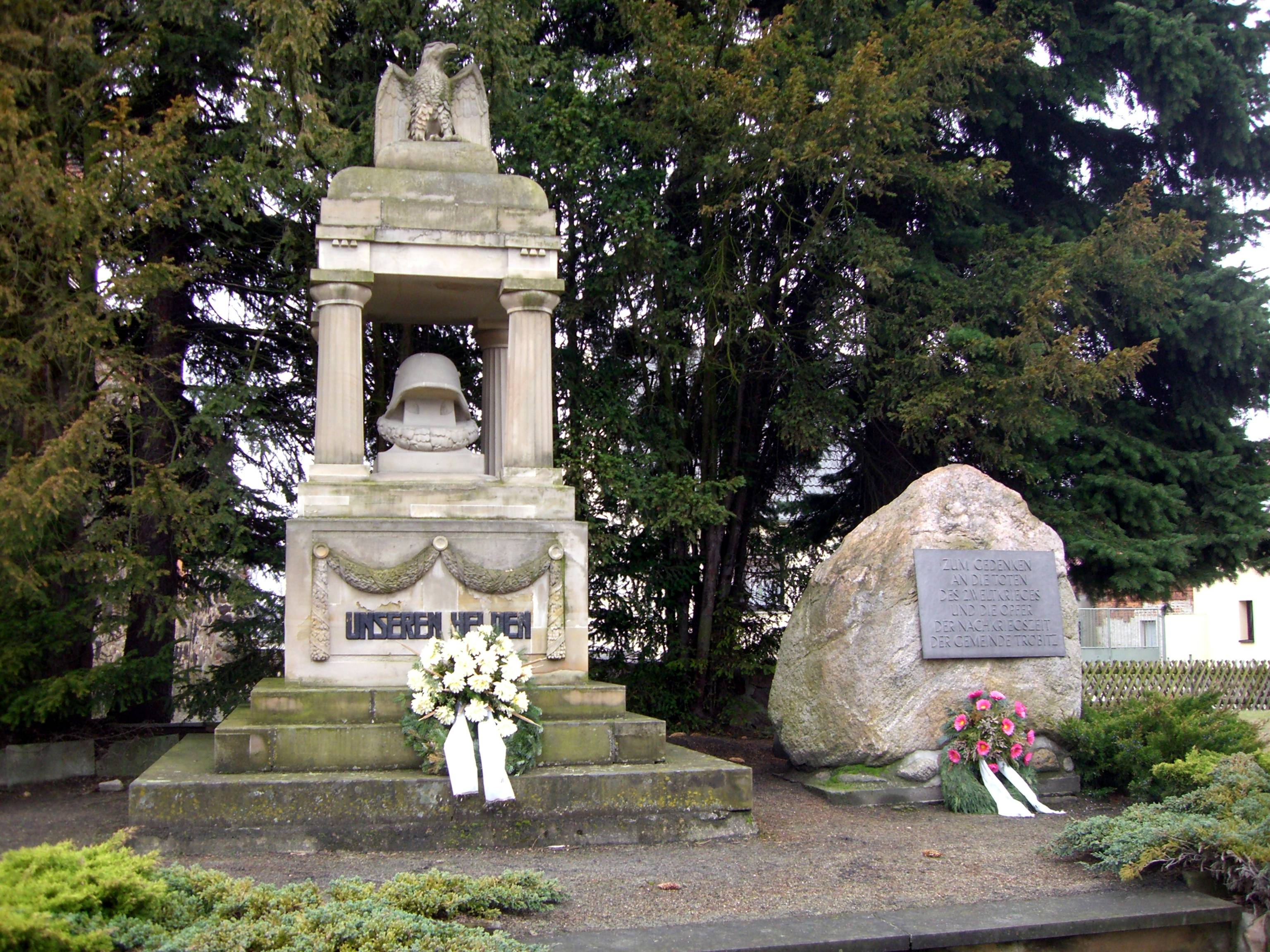
Denkmal für die Opfer des Ersten Weltkriegs
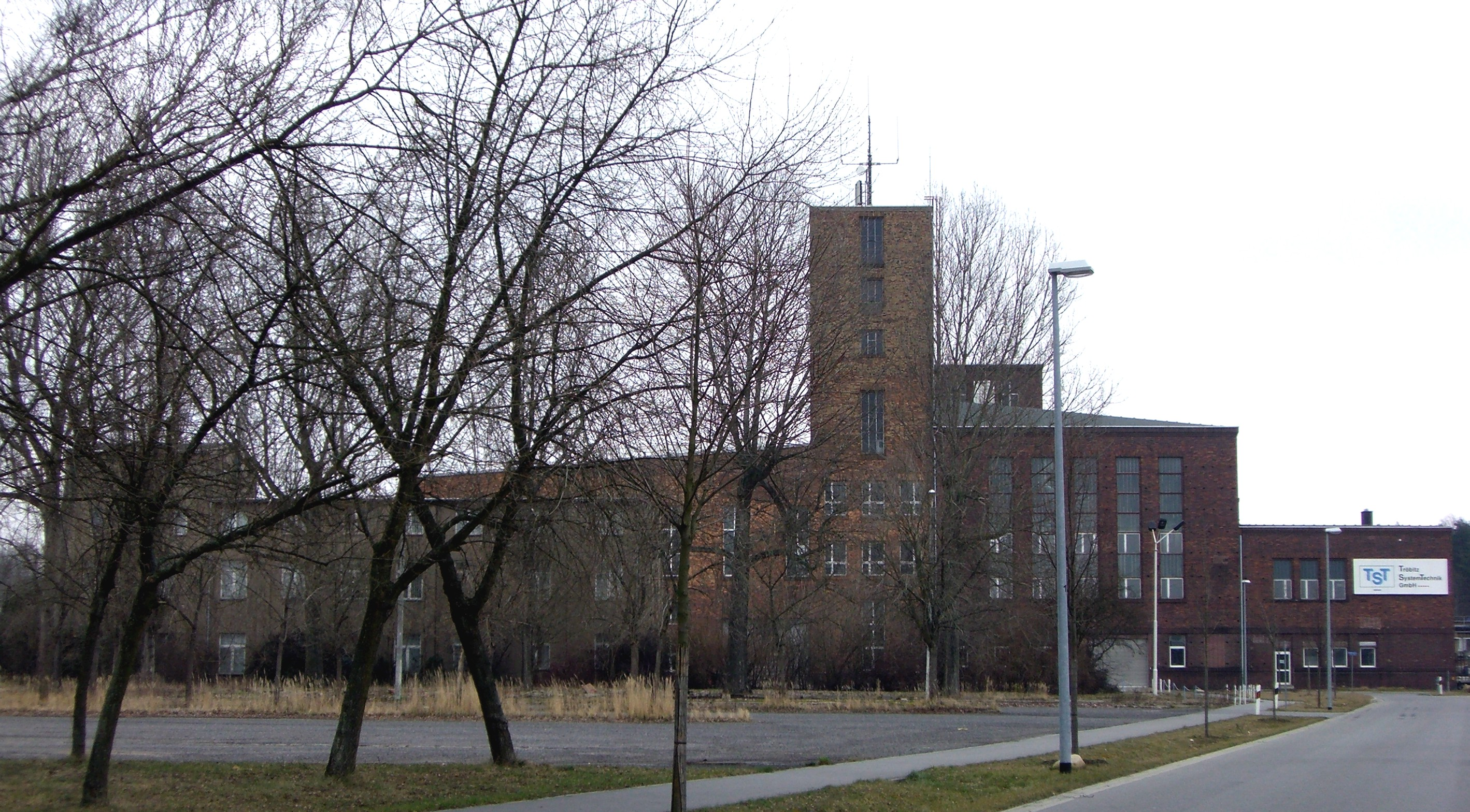
Ehemaliges Betriebsgelände des VEB Landmaschinenbau, heute u. a. Sitz der Firma TST
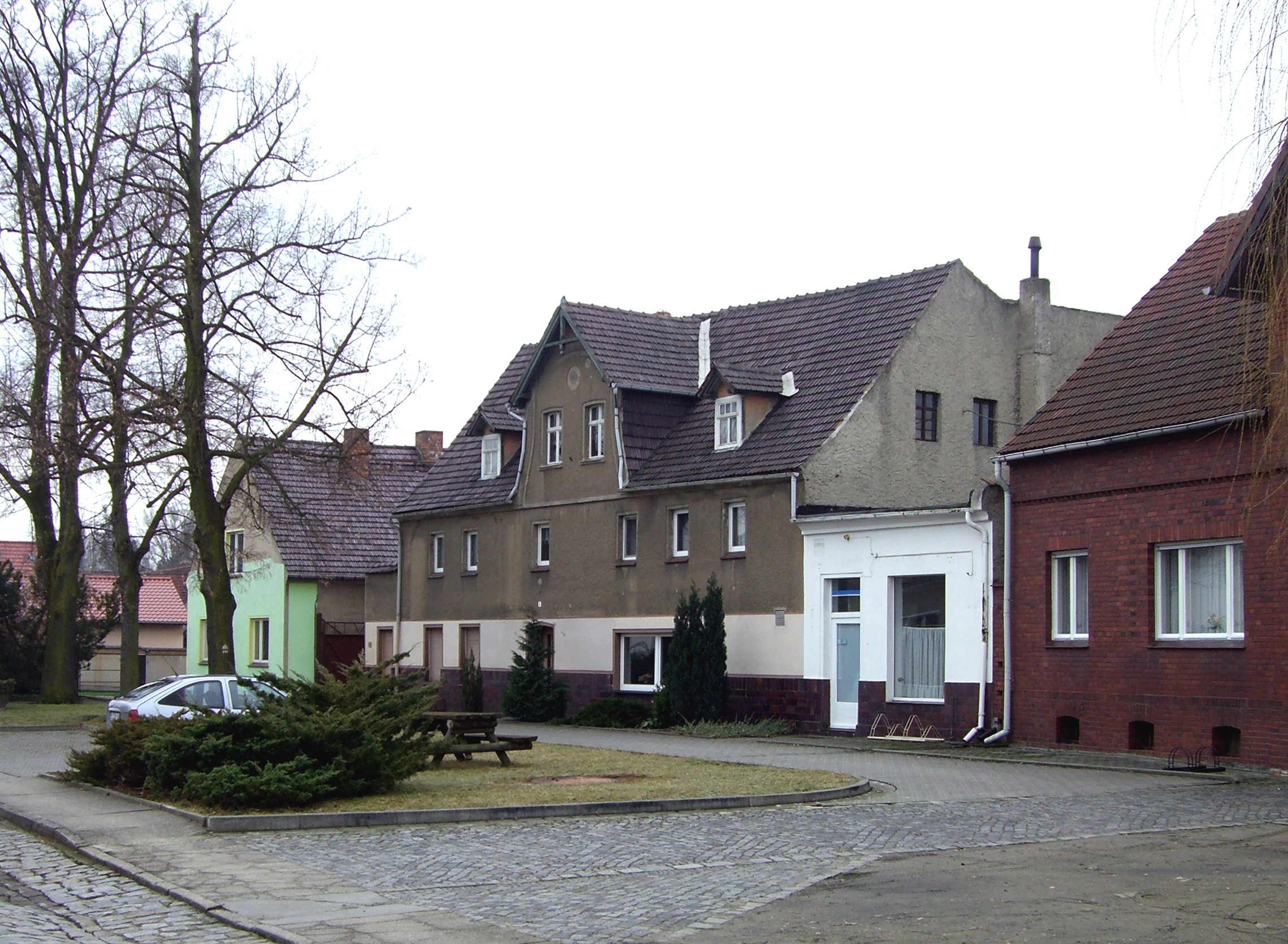
Ehemalige Gaststätte an der Hauptstraße
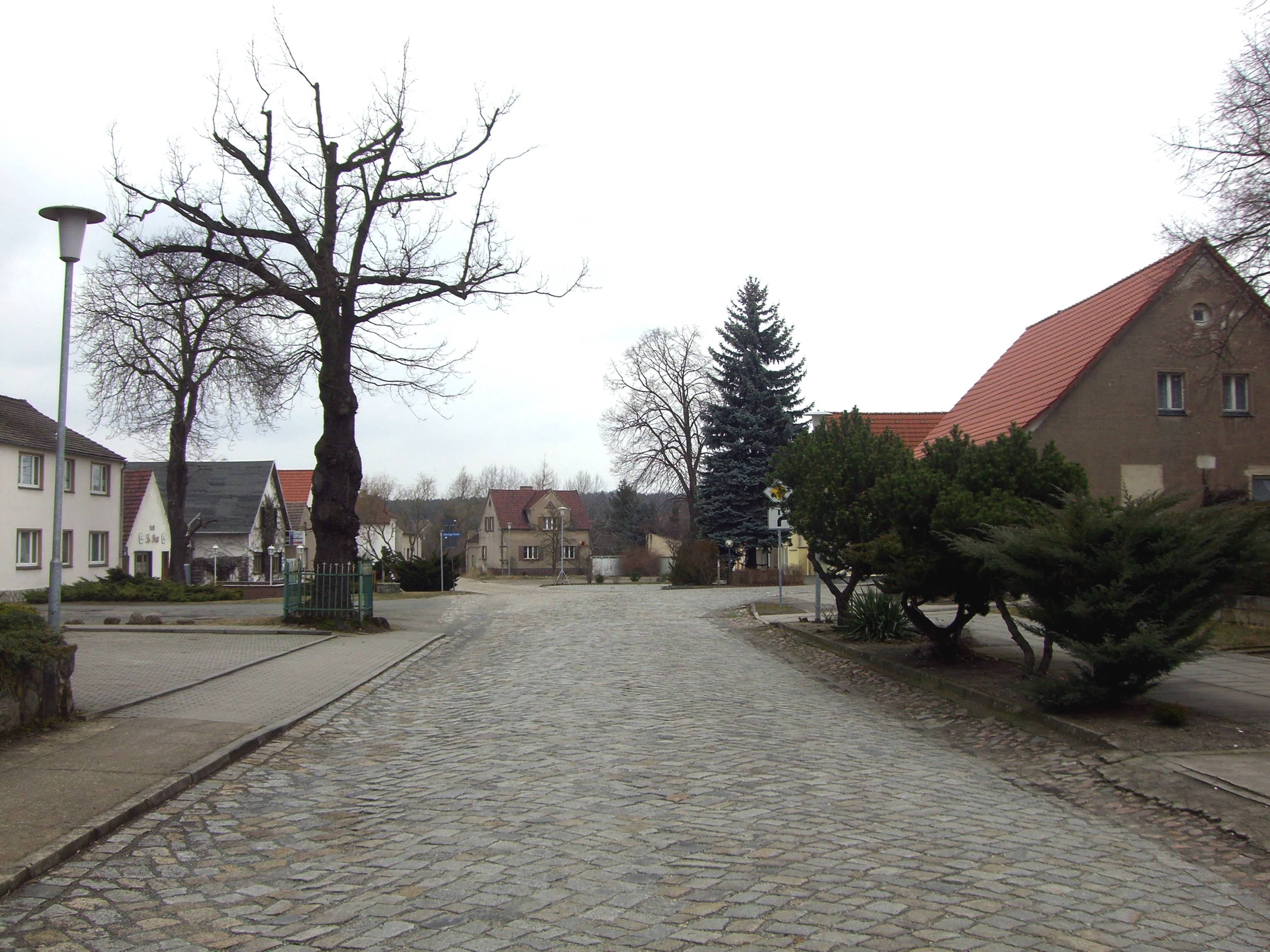
Hauptstraße
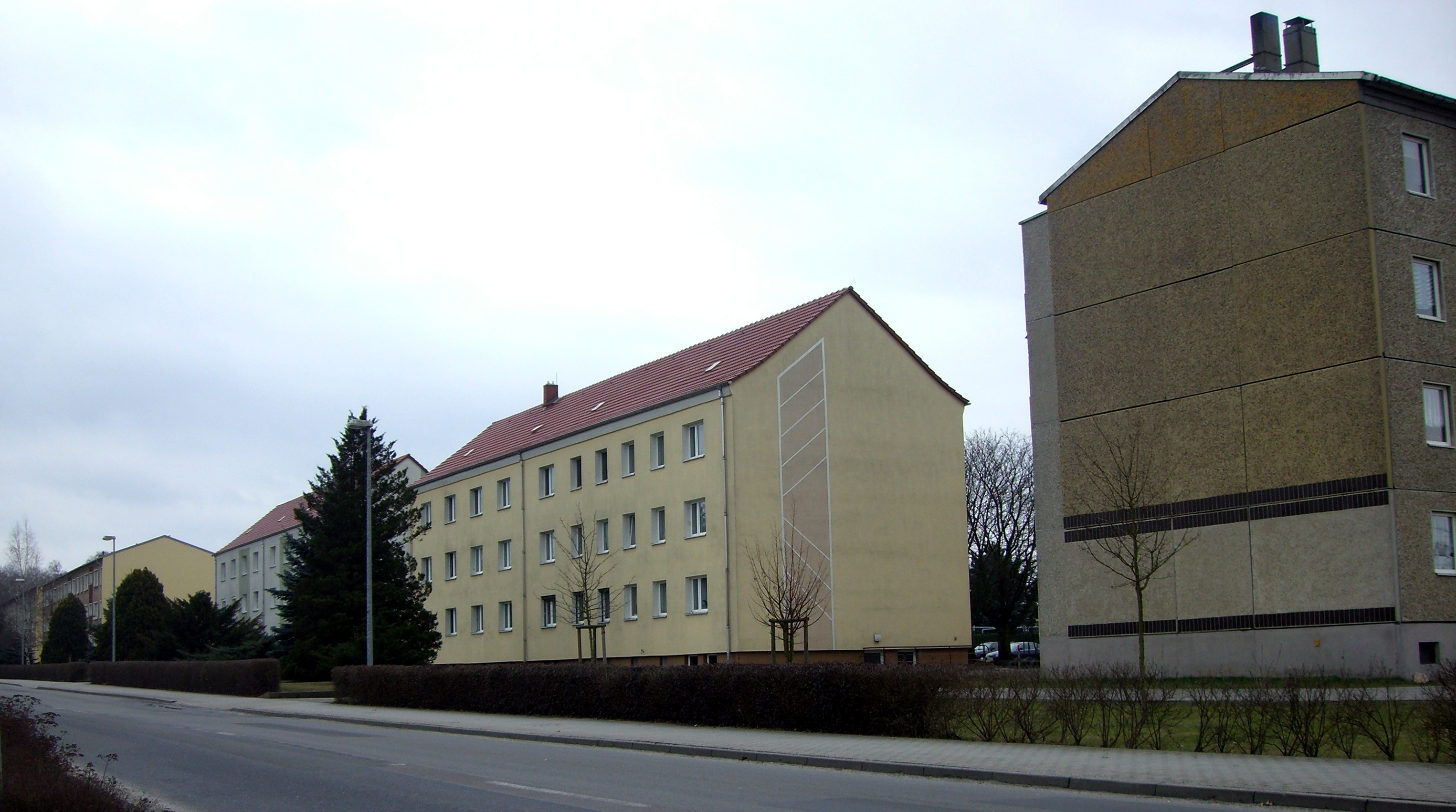
Liebenwerdaer Chaussee mit den dort typischen Wohnblocks
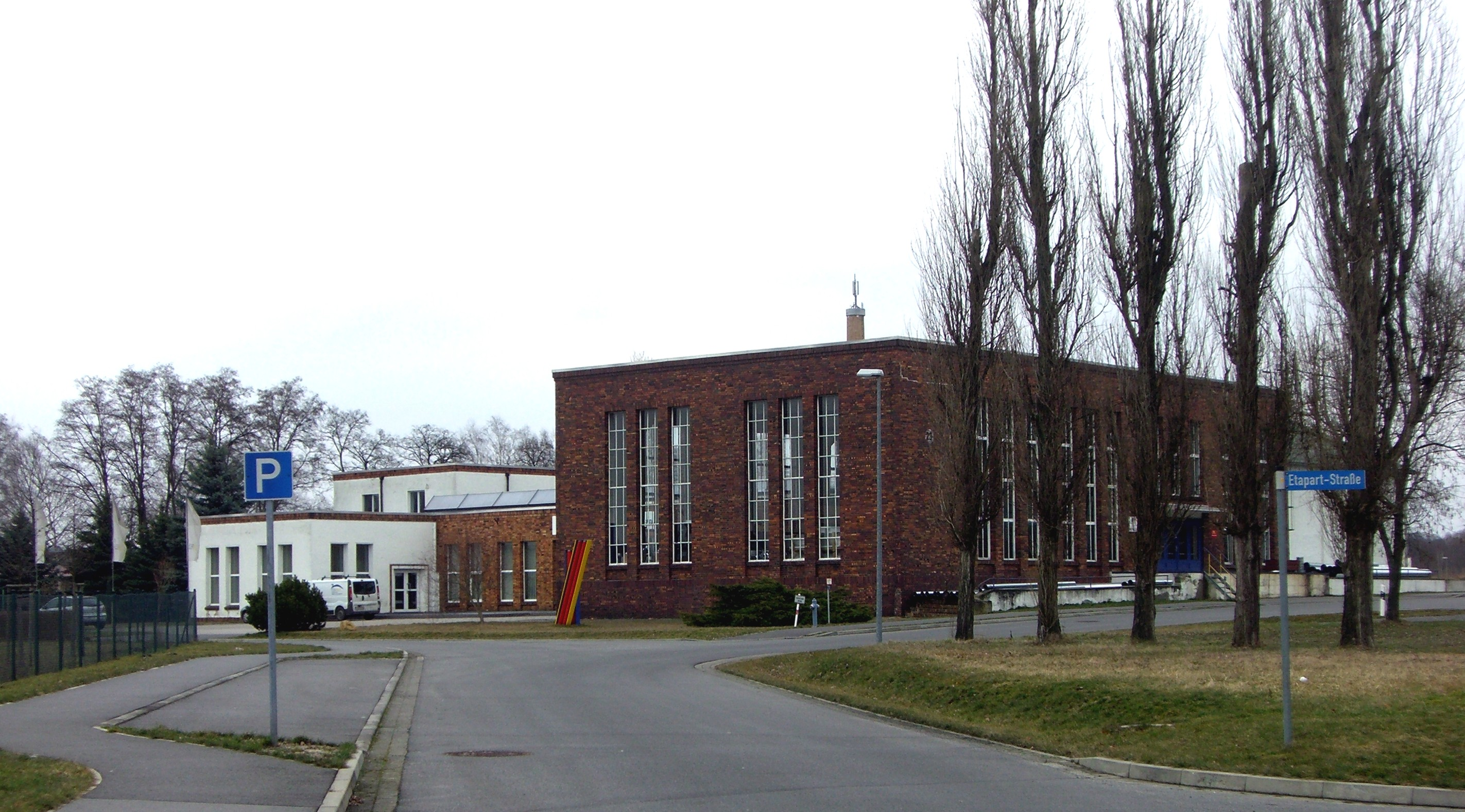
Ehemaliges Kulturhaus, heute Sitz der Firma Etapart